# Balabanu, Taraclia
Balabanu este un sat din raionul Taraclia, Republica Moldova.

## Istorie
Satul Balabanu a fost menționat documentar în anul 1809.
În preajma satului au fost descoperite urmele unei așezări umane din epoca bronzului, fapt dovedit de fragmentele de ceramică specifice epocii. Au fost de asemenea descoperite înmormântări din secolul IV î. Hr. rămase de pe urma invaziei sciților nomazi unde au fost găsiți cercei de aur, din atelier de orfevrărie grecesc. Cerceii menționați sunt în formă de colăcei lucrați dintr-o bară tubulară, ornamentați cu fir torsionat și granulație fină de aur (tehnică specifică și pentru bijutierii etrusci). Marginile cerceilor sunt prevăzute în partea frontală cu capete de grifoni, în cea din spate prezentând drept decor o rozetă cu 6 petale.
Recensământul de la 1875 găsea la Balabanu 10 case și câteva bordeie, cu 67 de locuitori, o moară și o cârciumă. Cu timpul satul creștem astfel încât la 1930 număra deja 322 de locuitori.

## Geografie
Satul are o suprafață de circa 0,73 kilometri pătrați, cu un perimetru de 4,37 km. Balabanu este unicul sat din comuna cu același nume. Distanța directă pîna în or. Taraclia este de 11 km. Distanța directă până în or. Chișinău este de 110 km.

## Demografie

### Structura etnică
Conform datelor recensământului populației din 2004, populația satului constituia 959 de oameni, dintre care 50,99% - bărbați și 49,01% femei.:
| Grup etnic                    | Populație | % Procentaj |
| ----------------------------- | --------- | ----------- |
| Băștinași declarați Moldoveni | 534       | 55,68%      |
| Bulgari                       | 244       | 25,44%      |
| Găgăuzi                       | 116       | 12,10%      |
| Ruși                          | 39        | 4,07%       |
| Ucraineni                     | 15        | 1,56%       |
| Țigani                        | 4         | 0,42%       |
| Alții                         | 7         | 0,73%       |
| Total                         | 959       | 100%        |

În satul Balabanu au fost înregistrate 250 de gospodării casnice la recensământul din anul 2004, iar mărimea medie a unei gospodării era de 3,8 persoane.
Conform datelor recensământului populației din 2014, populația satului constituia 864 de oameni, dintre care 50,0% - bărbați și 50,0% femei.:
| Grup etnic                    | Populație | % Procentaj |
| ----------------------------- | --------- | ----------- |
| Băștinași declarați Moldoveni | 494       | 57,5%       |
| Bulgari                       | 215       | 25,0%       |
| Găgăuzi                       | 99        | 11,5%       |
| Total                         | 864       | 100%        |

În satul Balabanu au fost înregistrate 235 de gospodării casnice la recensământul din anul 2014.

## Administrație și politică
Primarul este Nicolae Munteanu, reales în 2023.
Componența Consiliului local Balabanu (9 consilieri), ales la 5 noiembrie 2023, este următoarea:
|  | Partid                                       | Consilieri | Componență | Componență | Componență | Componență | Componență | Componență | Componență |
|  | -------------------------------------------- | ---------- | ---------- | ---------- | ---------- | ---------- | ---------- | ---------- | ---------- |
|  | Partidul Socialiștilor din Republica Moldova | 7          |            |            |            |            |            |            |            |
|  | Partidul Schimbării                          | 2          |            |            |            |            |            |            |            |